# Bouchetia arniatera
Bouchetia arniatera ist eine Pflanzenart aus der Gattung Bouchetia in der Familie der Nachtschattengewächse (Solanaceae).

## Beschreibung
Bouchetia arniatera ist eine klein wachsende Pflanze, die kaum eine Höhe von 10 Zentimetern erreicht. Mehrere Stängel entspringen einem verholzenden Wurzelstock. Die Krone ist purpurn gefärbt, wird etwa 2 bis 3 Zentimeter lang und misst 2 Zentimeter im Durchmesser. Die Art hat im Vergleich zu Bouchetia erecta eine längere Kronröhre, die sich bis über den Beginn der Kronlappen hinaus nur sehr leicht verbreitert. Auch in Form und Größe des Kelchs unterscheidet sich diese Art von Bouchetia erecta, da er größer und tiefer gelappt ist.

## Vorkommen
Die Art wurde vereinzelt an voneinander entfernten Standorten in Mexiko gesammelt, in vielen Fällen lagen diese Standorte im Hochland. Im Allgemeinen scheint das Verbreitungsgebiet südlicher und westlicher als das von Bouchetia erecta zu sein.

## Botanische Geschichte
Die Art wurde 1904 von Benjamin Lincoln Robinson erstbeschrieben, nachdem ihm Alfred Dugès, ein Professor aus dem mexikanischen Guanajuato, ein Exemplar zugeschickt hatte. Dort stand die Pflanze unter Verdacht, Vergiftungen bei Schafen hervorzurufen, worauf sich auch das von Robinson gewählte Epitheton bezieht. Ein Synonym ist Salpiglossis arniatera, diesen Namen vergab 1978 William D’Arcy, der die gesamte Gattung Bouchetia in die Gattung Salpiglossis eingliederte.